# International Association for Research in Income and Wealth
Die International Association for Research in Income and Wealth ist eine 1947 gegründete Vereinigung zur Erforschung von Vermögen und Einkommen, insbesondere der weltweiten Einkommensverteilung und Vermögensverteilung. Seit 1966 gibt sie eine vierteljährliche Zeitschrift heraus: The Review of Income and Wealth.
Für den Zeitraum 2008–2014 ist Joachim Frick, Ökonom am DIW Berlin, in den Council gewählt worden.